# Hans Eppinger
Hans Eppinger Jr, né le 5 janvier 1879 à Prague et mort par suicide le 25 septembre 1946 à Vienne, est un médecin autrichien qui conduisit des expériences sur des êtres humains au camp de concentration de Dachau pendant la Seconde Guerre mondiale.

## Premières années
Fils de Hans Eppinger, médecin, Hans Eppinger naît à Prague le 5 janvier 1879. Il suit des études à Graz et à Strasbourg. En 1903, il devient médecin à Graz, travaillant dans une clinique. Il s'installe à Vienne en 1908 et, l'année suivante, se spécialise en médecine interne, en particulier dans les maladies du foie. Il devient professeur en 1918, puis enseigne à Fribourg-en-Brisgau en 1926 et à Cologne en 1930.
En 1936, il est réputé être allé à Moscou soigner Joseph Staline. Un an plus tard, il est appelé pour traiter la reine Marie de Roumanie.

## Expériences à Dachau

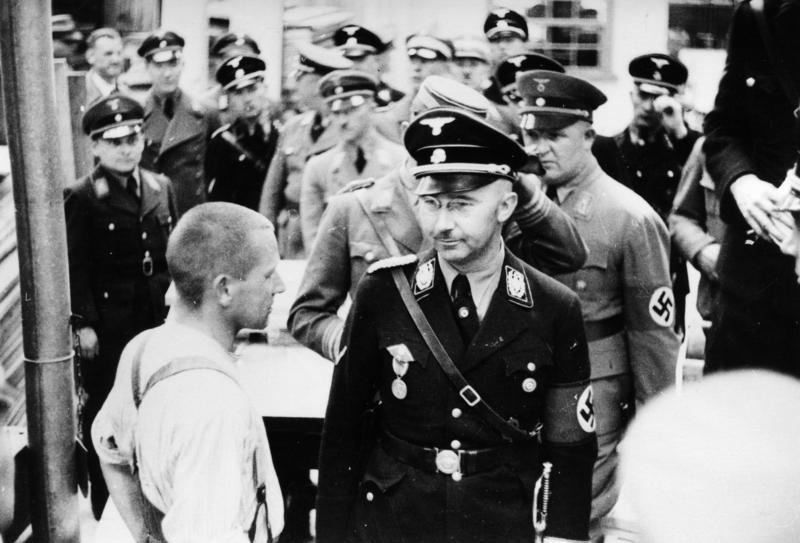
Heinrich Himmler (en uniforme noir) inspectant le camp de concentration de Dachau, le 8 mai 1936.

Pendant la Seconde Guerre mondiale, il participe à l'expérimentation médicale nazie au détriment de prisonniers du camp de concentration de Dachau. Avec le professeur Wilhelm Beiglböck, il effectue des tests sur 90 prisonniers roms en leur fournissant uniquement de l'eau de mer (dans certains cas, le goût de l'eau est masqué pour cacher le contenu salin). Les prisonniers souffrent de déshydratation sévère ; des témoins rapporteront qu'ils ont été vus en train de lécher les planchers pour obtenir de l'eau. Le but de l'expérience est de déterminer si les prisonniers vont souffrir de symptômes physiques sévères ou mourir dans un délai de six à douze jours.
Après la guerre, il se suicide en absorbant du poison un mois avant qu'il ne soit appelé à témoigner au procès de Nuremberg. Son collègue et complice Beiglböck est condamné à quinze ans par le tribunal lors du procès des Médecins. Plus tard, il sera découvert qu'Eppinger avait un compte bancaire en Suisse non réclamé.

## Postérité
Les termes médicaux suivants ont été nommés d'après Eppinger :
- Syndrome de Cauchois-Eppinger-Frugoni
- Araignée naevus d'Eppinger

À partir de 1973, la Fondation Falk de Fribourg-en-Brisgau décerne un prix posthume à Eppinger pour ses contributions exceptionnelles et ses recherches sur le foie. Cependant, lorsque les activités à Dachau sont connues du grand public en 1984, le prix est annulé,.
En 1976, le cratère lunaire Euclides D est renommé Eppinger par l'Union astronomique internationale en son honneur. Mais en 2002, la mise en avant de ses expériences médicales sur les prisonniers du camp de concentration de Dachau ont changé la donne et l'Union astronomique internationale a débaptisé le cratère. En juillet 2009, le cratère retrouve son nom d'origine. 